# HMS Gleaner (J83)
«Глінер» (англ. HMS Gleaner (J83) — військовий корабель, тральщик типу «Гальсіон» II-ї серії замовлення 1936 року Королівського військово-морського флоту Великої Британії часів Другої світової війни.
Тральщик брав участь у бойових діях на морі в Другій світовій війні, переважно бився у Північній Атлантиці, супроводжував конвої, підтримував висадку морського десанту в Нормандії.

## Історія створення
Тральщик «Глінер» закладений 17 червня 1936 року на верфі William Gray & Company у Гартлпулі. 10 червня 1937 року він був спущений на воду, а 30 серпня 1938 року увійшов до складу Королівських ВМС Великої Британії. 

## Історія служби
12 лютого 1940 року «Глінер» виявив під час мінування біля британської бази у Ферт-оф-Клайд німецький ПЧ U-33, який атакував глибинними бомбами і вогнем палубної гармати. Британці вилучили з підводного човна деякі матеріали, включно з роторами машин Enigma VI та VII, електропроводка яких на той час була невідома. Захоплення було одним із значних придбань, що сприяло криптоаналізу «Енігми».

### 1944
На початку січня 1944 року «Глінер» разом з однотипними тральщиками «Харрієр», «Саламандер», «Гальсіон», «Гусар», «Джейсон», «Брітомарт», «Спідвел» і «Сігал» включений до 1-ї флотилії тральщиків.
У червні 1944 року «Глінер» разом з іншими членами 1-ї флотилії брав участь в операції «Нептун». До серпня корабель діяв поблизу Арроманша з «Харрієр», «Саламандер», «Гусар», «Джейсон» і «Брітомарт». 22 серпня тральщики вийшли на забезпечення протимінної безпеки до району Гавра для бомбардування німецьких позицій лінкором «Ворспайт» і моніторами «Еребус» та «Робертс».
25 серпня 1944 року під час розмінування «Глінер» зазнав значних збитків від вибуху міни, що стався поруч з кораблем західніше від Ла-Потрі-Кап-д'Антіфе.